# П'єр Моска
П'єр (П'єтро) Моска (фр. Pierre Mosca, нар. 24 липня 1945, Демонте) — французький футболіст італійського походження, що грав на позиції захисника за «Монпельє» і «Монако». По завершенні ігрової кар'єри — тренер.

## Ігрова кар'єра
Народився 24 липня 1945 року в італійському Демонте. Вихованець футбольної школи клубу «Лунель».
У дорослому футболі дебютував 1964 року виступами за команду «Монпельє», в якій провів три сезони, взявши участь у 83 матчах чемпіонату. 
1967 року перейшов до «Монако», за який відіграв наступні вісім сезонів. Завершив професійну кар'єру футболіста виступами за команду «Монако» у 1975 році.

## Кар'єра тренера
Розпочав тренерську кар'єру, повернувшись до футболу після невеликої перерви, 1981 року, очоливши тренерський штаб клубу «Сошо».
Згодом до початку 1990-х тренував «Ренн», «Монпельє», «Тулузу», «Тулон».
Згодом у 1996–1998 роках тренував «Нім-Олімпік», а востаннє повертався до тренерської роботи 2012–2013 роках, коли виконував обов'язки головного тренера команди «Арль-Авіньйон».